# Кміт Ярослав Михайлович
Кміт Ярослав Михайлович — ставропігієць Університету «Львівський Ставропігіон», доктор філософії, професор.Сер Ярослав Арх Кміт.Суверенний Рицарський Орден Христа Спасителя.

## Біографічні відомості
Народився 28.10.1951 року в м. Самборі, Львівської області. Після закінчення восьмирічної школи № 4 вступив до Львівського технікуму радіоелектроніки, який закінчив з відзнакою в 1971 році. У 1980 р. закінчив навчання на факультеті фізико-математичних і природничих наук Університету дружби народів у Москві. Понад 15 років працює науковим співробітником, викладачем кафедри природничих наук Львівського державного університету ім. І. Франка. Після захисту дисертації, з 1995 р., працює у Львівському науково-практичному центрі Інституту педагогіки і психології професійної освіти Академії педагогічних наук України старшим науковим співробітником, зав. відділом, директором Центру. Досліджує проблеми теорії та методики інтеграції в навчальному процесі, керує науковою роботою 4-х здобувачів наукового ступеня. Став організатором та співзасновником приватного українського Університету «Львівського Ставропігіону» який є третім в Україні після Києво-Могилянської та Острозькій академій з числа відроджених у незалежній Україні славетних вищих шкіл. Вони відомі своєю діяльністю в Європі з XV століття (1453 р.). З 2005 р. Кміт Я. М. обраний ректором цього університету. У 2008 році ДАК анулювала ліцензію університету "Львівський Ставропігіон" за грубі порушення законодавства про освіту та ліцензійних умов надання освітніх послуг . Ярослав Кміт є членом редколегій багатьох наукових журналів і вісників.

## Наукова діяльність
Понад 15 років працює науковим співробітником, викладачем кафедри природничих наук Львівського державного університету ім. І. Франка. Після захисту дисертації, з 1995 р., працює у Львівському науково-практичному центрі Інституту педагогіки і психології професійної освіти Академії педагогічних наук України старшим науковим співробітником, зав. відділом, директором Центру.
Досліджує проблеми теорії та методики інтеграції в навчальному процесі, керує науковою роботою 4-х здобувачів наукового ступеня.
Став організатором та співзасновником приватного українського Університету «Львівський Ставропігіон», який є третім в Україні після Києво-Могилянської та Острозькій академій з числа відроджених у незалежній Україні славетних вищих шкіл. Вони відомі своєю діяльністю в Європі з XV століття (1453 р.). З 2005 р. Кміт Я. М. обраний ректором цього університету.
У науковій роботі Ярослава Кміта задіяно понад 100 наукових праць, серед них монографія, два навчальних посібники, підручник з медичної та біологічної фізики, методичні рекомендації, матеріали науково-практичних всеукраїнських та міжнародних конференцій.
Ярослав Кміт є членом редколегій багатьох наукових журналів і вісників.
Нагороджений Почесною грамотою Кабінету Міністрів України, найвищою відзнакою Міністерства освіти і науки «Відмінник освіти України», почесними грамотами Міністерства освіти і науки України, Львівської обласної Ради та Львівської обласної державної адміністрації, Академії педагогічних наук України.
За відданість ідеям державності і демократії, за великий внесок у розвиток Української держави, створення громадянського суспільства та міжнародну діяльність Кміт Я. М. нагороджений Галицьким Хрестом, Орденом Святого Рівноапостольного князя Володимира Великого великого (3-го ступеня), Лицарським хрестом заслуги (Канада), Орденом Христа Спасителя.
Ярослав Михайлович Кміт у складі офіційних делегацій був учасником міжнародних наукових конгресів в Італії, Австрії, Німеччини, Польщі.
Ярослав Михайлович — висококваліфікований дослідник і педагог, чуйний, відкритий і щира людина.

## Основні праці
Кміт Ярослав Михайлович. Дидактичні особливості інтеграції знань і вмінь з природничих дисциплін у процесі підготовки студентів-іноземців до навчання у вищій медичній школі: Автореф. дис…канд. пед. наук: 13.00.01 / АПН України; Інститут педагогіки і психології професійної освіти. — К., 1995. — 23 с.
Індекс рубрикатора НБУВ: Б.р(4Укр)3-3,022 + Р11(4Укр) р3-34
Шифр зберігання книги в НБУВ: РА289571

## Сер Ярослав Граф Арх Кміт
Суверенного Рицарського Ордену Христа Спасителя.